# Puchar Ameryki Północnej w narciarstwie alpejskim kobiet 2015/2016
Puchar Ameryki Północnej w narciarstwie alpejskim kobiet w sezonie 2015/2016 to 46. edycja tego cyklu. Pierwsze zawody odbyły się 24 listopada 2015 roku w amerykańskim Jackson, a ostatnie rozegrane zostały 21 marca 2016 roku w amerykańskim Vail Resort.
W poprzednim sezonie klasyfikację generalną Pucharu Ameryki Północnej wygrała Kanadyjka Candace Crawford, triumfując ponadto w klasyfikacji superkombinacji, slalomu i giganta. W klasyfikacji zjazdu triumfowała Amerykanka Julia Ford. Zwyciężczynią klasyfikacji supergiganta została drugi raz z rzędu rodaczka Ford, Abby Ghent.
W tym sezonie natomiast, klasyfikację generalną wygrała Amerykanka Megan McJames, zwyciężając dodatkowo w klasyfikacji giganta i superkombinacji. W zjeździe najlepsza okazała się Amerykanka Breezy Johnson. W klasyfikacji supergiganta na najwyższym stopniu podium stanęła również Amerykanka Anna Marno, a najlepszą slalomistką okazała się jej rodaczka Lila Lapanja.

## Podium zawodów
| Lp. | Data              | Miejscowość        | Konkurencja     | 1. Miejsce               | 2. Miejsce                       | 3. Miejsce            |
| --- | ----------------- | ------------------ | --------------- | ------------------------ | -------------------------------- | --------------------- |
| 1.  | 24 listopada 2015 | Jackson            | Slalom          | Marie-Michèle Gagnon     | Laurence St-Germain              | Tuva Norbye           |
| 2.  | 25 listopada 2015 | Jackson            | Slalom          | Erin Mielzynski          | Marie-Michèle Gagnon             | Lila Lapanja          |
| 3.  | 2 grudnia 2015    | Copper Mountain    | Gigant          | Marie-Michèle Gagnon     | Mikaela Tommy                    | Candace Crawford      |
| 4.  | 3 grudnia 2015    | Copper Mountain    | Gigant          | Marie-Michèle Gagnon     | Candace Crawford                 | Kateřina Pauláthová   |
| 5.  | 10 grudnia 2015   | Lake Louise        | Zjazd           | Cecily Decker            | Vanja Brodnik                    | Valérie Grenier       |
| 6.  | 11 grudnia 2015   | Lake Louise        | Zjazd           | Breezy Johnson           | Valérie Grenier                  | Maruša Ferk           |
| 7.  | 11 grudnia 2015   | Lake Louise        | Supergigant     | Odwołano                 | Odwołano                         | Odwołano              |
| 8.  | 13 grudnia 2015   | Panorama           | Supergigant     | Anna Marno               | Megan McJames                    | Stefanie Fleckenstein |
| 9.  | 13 grudnia 2015   | Panorama           | Superkombinacja | Megan McJames            | Candace Crawford                 | Anna Marno            |
| 10. | 14 grudnia 2015   | Panorama           | Slalom          | Lila Lapanja             | Kristine Gjelsten Haugen         | Tuva Norbye           |
| 11. | 15 grudnia 2015   | Panorama           | Slalom          | Lila Lapanja             | Ali Nullmeyer                    | Julie Flo Mohagen     |
| 12. | 16 grudnia 2015   | Panorama           | Gigant          | Kristine Gjelsten Haugen | Megan McJames                    | Amelia Smart          |
| 13. | 17 grudnia 2015   | Panorama           | Gigant          | Kristine Gjelsten Haugen | Anna Marno                       | Chloe Margrethe Fausa |
| 14. | 4 lutego 2016     | Mont Garceau       | Gigant          | Megan McJames            | Resi Stiegler                    | Tuva Norbye           |
| 15. | 5 lutego 2016     | Mont Garceau       | Gigant          | Paula Moltzan            | Resi Stiegler                    | Candace Crawford      |
| 16. | 6 lutego 2016     | Tremblant          | Slalom          | Lila Lapanja             | Laurence St-Germain              | Tuva Norbye           |
| 17. | 7 lutego 2016     | Tremblant          | Slalom          | Alexandra Tilley         | Laurence St-Germain              | Lila Lapanja          |
| 18. | 10 lutego 2016    | Whiteface Mountain | Gigant          | Megan McJames            | Candace Crawford                 | Nellie Rose Talbot    |
| 19. | 11 lutego 2016    | Whiteface Mountain | Superkombinacja | Megan McJames            | Patricia Mangan                  | Nina O’Brien          |
| 20. | 11 lutego 2016    | Whiteface Mountain | Supergigant     | Megan McJames            | Candace Crawford                 | Anna Marno            |
| 21. | 12 lutego 2016    | Whiteface Mountain | Supergigant     | Candace Crawford         | Valérie Grenier                  | Alice Merryweather    |
| 22. | 12 marca 2016     | Aspen              | Zjazd           | Jacqueline Wiles         | Valérie Grenier                  | Breezy Johnson        |
| 23. | 13 marca 2016     | Aspen              | Zjazd           | Breezy Johnson           | Jacqueline Wiles Valérie Grenier | –                     |
| 24. | 14 marca 2016     | Aspen              | Supergigant     | Jacqueline Wiles         | Breezy Johnson                   | Anna Marno            |
| 25. | 15 marca 2016     | Aspen              | Supergigant     | Odwołano                 | Odwołano                         | Odwołano              |
| 26. | 19 marca 2016     | Vail Resort        | Gigant          | Valérie Grenier          | Megan McJames                    | Paula Moltzan         |
| 27. | 20 marca 2016     | Vail Resort        | Slalom          | Laurence St-Germain      | Paula Moltzan                    | Tuva Norbye           |
| 28. | 21 marca 2016     | Vail Resort        | Slalom          | Julie Flo Mohagen        | Valérie Grenier                  | Paula Moltzan         |

### Drużynowy slalom gigant równoległy
| Data          | Miejsce | Zwycięzcy     | 2. miejsce | 3. miejsce |
| 16 marca 2016 | Aspen   | It's All Good | Team Saxe  | Eh Team    |

## Klasyfikacja generalna (po 26 z 26 konkurencji)
| Miejsce | Zawodniczka              | Punkty |
| ------- | ------------------------ | ------ |
| 1.      | Megan McJames            | 975    |
| 2.      | Valérie Grenier          | 862    |
| 3.      | Candace Crawford         | 700    |
| 4.      | Lila Lapanja             | 696    |
| 5.      | Nina O’Brien             | 643    |
| 6.      | Breezy Johnson           | 625    |
| 7.      | Anna Marno               | 616    |
| 8.      | Kristine Gjelsten Haugen | 568    |
| 9.      | Galena Wardle            | 502    |
| 10.     | Stefanie Fleckenstein    | 494    |
| ...     |                          |        |
| 117.    | Marika Cąkała            | 7      |

| Miejsce | Zawodniczka        | Punkty |
| ------- | ------------------ | ------ |
| 1.      | Breezy Johnson     | 310    |
| 2.      | Valérie Grenier    | 300    |
| 3.      | Cecily Decker      | 200    |
| 4.      | Jacqueline Wiles   | 180    |
| 5.      | Abby Ghent         | 171    |
| 6.      | Alice Merryweather | 154    |
| 7.      | Vanja Brodnik      | 125    |
| 8.      | Anna Marno         | 112    |
| 9.      | Patricia Mangan    | 110    |
| 10.     | Nina O’Brien       | 108    |

| Miejsce | Zawodniczka           | Punkty |
| ------- | --------------------- | ------ |
| 1.      | Anna Marno            | 260    |
| 2.      | Megan McJames         | 246    |
| 3.      | Candace Crawford      | 230    |
| 4.      | Breezy Johnson        | 188    |
| 5.      | Stefanie Fleckenstein | 161    |
| 6.      | Alice Merryweather    | 155    |
| 7.      | Valérie Grenier       | 125    |
| 8.      | Patricia Mangan       | 120    |
| 9.      | Jacqueline Wiles      | 100    |
| 10.     | Antonia Wearmouth     | 90     |
| ...     |                       |        |
| 45.     | Marika Cąkała         | 7      |

| Miejsce | Zawodniczka              | Punkty |
| ------- | ------------------------ | ------ |
| 1.      | Megan McJames            | 455    |
| 2.      | Kristine Gjelsten Haugen | 348    |
| 3.      | Candace Crawford         | 280    |
| 4.      | Valérie Grenier          | 254    |
| 5.      | Nina O’Brien             | 203    |
| 6.      | Marie-Michèle Gagnon     | 200    |
| 7.      | Paula Moltzan            | 192    |
| 8.      | Tuva Norbye              | 187    |
| 9.      | Lila Lapanja             | 185    |
| 10.     | Anna Marno               | 184    |

| Miejsce | Zawodniczka              | Punkty |
| ------- | ------------------------ | ------ |
| 1.      | Lila Lapanja             | 489    |
| 2.      | Laurence St-Germain      | 390    |
| 3.      | Tuva Norbye              | 290    |
| 4.      | Kristine Gjelsten Haugen | 220    |
| 5.      | Galena Wardle            | 209    |
| 6.      | Stefanie Fleckenstein    | 186    |
| 7.      | Marie-Michèle Gagnon     | 180    |
| 8.      | Julie Flo Mohagen        | 168    |
| 9.      | Nina O’Brien             | 168    |
| 10.     | Amelia Smart             | 155    |

| Miejsce | Zawodniczka           | Punkty |
| ------- | --------------------- | ------ |
| 1.      | Megan McJames         | 200    |
| 2.      | Nina O’Brien          | 96     |
| 3.      | Stefanie Fleckenstein | 95     |
| 4.      | Candace Crawford      | 80     |
| 4.      | Patricia Mangan       | 80     |
| 6.      | Breezy Johnson        | 74     |
| 7.      | Anna Marno            | 60     |
| 8.      | Stephanie Currie      | 52     |
| 9.      | Ali Nullmeyer         | 50     |
| 10.     | Mikayla Martin        | 40     |
| 10.     | Galena Wardle         | 40     |